# سروکاج سفید
سروکاج سفید (نام علمی: Callitris columellaris) نام یک گونه از سرده سروکاج‌ها است.